# Ján Maslo
Ján Maslo (Dolný Kubín, 5 febbraio 1986) è un calciatore slovacco, difensore del Ružomberok.

## Carriera
Ha giocato nella prima divisione dei campionati slovacco, ucraino e kazako.

## Palmarès

### Club

#### Competizioni nazionali
- Campionato slovacco: 1

Ružomberok: 2005-2006
- Coppa di Slovacchia: 2

Ružomberok: 2005-2006, 2023-2024
- Supercoppa di Slovacchia: 1

Ružomberok: 2006